# Burgund királyok listája
Az alábbi lista a burgund királyságok uralkodóit tartalmazza. Burgundiai Királyság névvel egy a) népvándorláskori (4. század – 534), majd b–c) 2 középkori állam (Alsó-Burgundia 879 – 933, és Felső-Burgundia 888 – 933), illetve d) ezek egyesülése (Areláti Királyság 933 – 1032) létezett.

## AnépvándorláskoriBurgund Királyság (4. századvége –534)
A burgundok Skandináviából származó germán nép voltak. Királyságukat a Genfi-tó és a mai Lyon környékén hozták létre az 5. század első felétől. Róluk kapta a nevét a ma Franciaországhoz tartozó Burgundia.  Királyságok fennállásának két szakaszát különböztetik meg. Az első Burgund Királyságot Attila hunjai rombolták le, amit a Nibelung-énekekben énekeltek meg. Államuknak a frankok vetettek véget 534-ben foglalták el.
| Uralkodó                                  | Uralkodott                 | Megjegyzés                           |
| ----------------------------------------- | -------------------------- | ------------------------------------ |
| Gebikka                                   | kir.: 4. század vége, †407 |                                      |
| I. Gundomar                               | kir.: 407, †411            | Gebikka fia.                         |
| Giselher                                  | kir.: 407, †411            | Gebikka fia.                         |
| Gunther                                   | kir.: 411, †436            | vagy Gunthar, Gundikar. Gebikka fia. |
| Gunderich                                 | kir.: 436, †473            |                                      |
| I. Chilperich                             | kir.: 443, †480 körül      | Genfben. Gunderich testvére.         |
| Gundobad (*452)                           | kir.: 473, †516            | Lyon-ban.                            |
| II. Chilperich (*450 k.)                  | kir.: 473, †493            | Vienne-ban.                          |
| II. Gundomar                              | kir.: 473, †486            | Valence-ban.                         |
| Godegisel                                 | kir.: 473, †501            | Geneva-ban.                          |
| Szent Sigismund (*470 k.)                 | kir.: 516, †524. május 1.  | Gundobad fia.                        |
| III. Gundomar                             | kir.: 524, †534            | Sigismund testvére.                  |
| 534-ben a frankok elfoglalták Burgundiát. |                            |                                      |

### Családfa
```
                             Gebikka
                             (†407)
                     ___________│__________
                     │          │         │
                I. Gundomar  Giselher  Gunther
                  (†411)      (†411)   (†436/7)
                                  ________│________
                                  │               │
                              Gunderich     I. Chilperich
                               (†473)         (†480 k.)
                __________________│_______________________
                │             │              │           │
            Gundobad  II. Chilperich  II. Gundomar   Godegisel 
             (†516)        (†493)          (†486)      (†501)
       _________│___________  
       │                   │
    Sigismund        III. Gundomar
     (†524)             (†534)
       │
    Sigerich
     (†522)
```

## AközépkoriBurgund Királyság (879/888–1032)
A Karoling állam szétesésével Burgundia önállóságra tehetett szert, 887-től Provence (Alsó-Burgundia) és Felső-Burgundia létezett, az előbbi a Boso-ház, a második a Welf-ház vezetése alatt.
A 9. századtól Felső-Burgundia a Welf-ház kezében némi jelentőségre tett szert, s 933-ban egyesült Alsó-Burgundiával amit ekkortól Areláti Királyság néven is ismerünk. Végül 1032-ben egyesült a Német-római Birodalommal.

### Felső-Burgundia (933-tólArelátiKirályság)
| Uralkodóház | Uralkodó                | Uralkodott                      | Megjegyzés                                    |
| ----------- | ----------------------- | ------------------------------- | --------------------------------------------- |
| Welf-ház    | I. Rudolf (*859)        | kir.: 888, †912. október 25.    | Auxerre-i Konrád fia.                         |
| Welf-ház    | II. Rudolf (*888)       | kir.: 912, †937. július 11.     | I. Rudolf fia. Itália királya is (822 - 826). |
| Welf-ház    | Békés Konrád (*922)     | kir.:937, †993. október 19.     | II. Rudolf fia.                               |
| Welf-ház    | III. Rest Rudolf (*971) | kir.: 993, †1032. szeptember 6. | Konrád fia.                                   |

### Alsó-Burgundia (Provence)
| Bosonidák                            | Boso (*828/844)  | kir.: 879, †887. január 11.      |                              |
| Bosonidák                            | Vak Lajos (*882) | kir.: 887, †928. június 28.      | Boso fia. Itália királya is. |
| Arles-i-ház                          | Hugó (*882)      | kir.: 928–933, †948. április 10. | Itália királya is.           |
| 933-ban egyesítik felső Burgundiával |                  |                                  |                              |